# 李貴人 (道光帝)
李貴人（1827年11月25日—1872年3月26日），李氏，包衣鑲黃旗管領下之辛者庫人，內務府六庫郎中善保之女。道光帝之貴人。

## 生平
道光七年（1827年）十月初七日酉時，李氏出生。道光二十年（1840年）三月十三日，封为意常在，挑進官女子三人，同年十二月二十日，因故降為李答應，退出官女子二人。
道光二十九年十二月，敬事房交出翊坤宫李答应下，因病出宫女子一名。不久，敬事房又交出翊坤宫李答应下，患时令之疾出宫女子一名；道光三十年（1850年）正月，咸丰帝尊其為皇考李常在。
咸丰三年三月，敬事房交出寿二所李常在下，因笨出宫女子一名；咸豐十一年（1861年）十月，剛登極的同治帝晉尊其為皇祖李貴人。
同治元年二月，同治帝剛登極後，內務府為道光帝和咸豐帝妃嬪安排會親，定於二月二十二日，琳皇貴太妃、彤妃、佳妃和李貴人會親，會親時間從早上卯時至傍晚酉時，李貴人在壽安宮與胞兄緞庫郎中桓升之妻會親。同治十一年（1872年）二月十八日巳正二刻，因痰壅气闭而病故，時年四十六歲，同年四月奉移妃園寢。

## 家族
- 父：善保，生年不详，卒于同治二年（1863年），曾任內務府六庫郎中，曾捐六萬兩而升一級實官，並且加兩個品級。同治元年二月，善保年近七旬，其子恆升願侍膝下，呈請於簡放關差時，單內繕寫親老留京供職字樣。
- 生母：李氏，善保之原配，早逝。
- 繼母：馬佳氏。道光十五年 (1835年) ，已懷孕八月的馬佳氏與丈夫發生爭執，並被其責打，打算暫時回到母家躲避，便走到鄰近的王家，請他們代為僱車，卻被善保告她逃旗、不守婦道，請求慎刑司勒令馬佳氏與他離婚[4]。
- 胞兄：恒升，曾任圓明園九品筆帖式、校官、緞庫郎中等職。咸豐元年，補捐監生，加捐貢生。咸豐九年，聖訓清文殿本完竣，因在館出力，著賞加驍騎參領銜。咸豐十一年，其妻烏雅氏病故，後繼娶。
- 妹：奉國將軍奕樵之嫡妻，咸豐十年生長子奉恩將軍載霞，同治九年生次子載霤，同治十一年生三子載霂，光緒元年生四子載霖[5]。光緒四年病故[6]。